# ایجید سیک
ایجید سیک (انگلیسی: IGD SIIQ) شرکت املاک ایتالیایی است، که در سال ۱۹۷۷ تأسیس شد.